# Oscar Jacobsen
Oscar Georg Friedrich Jacobsen (Ahrensburg, 25 giugno 1840 – Rostock, 24 agosto 1889) è stato un chimico tedesco. Professore all'Università di Rostock, è considerato il primo oceanografo chimico tedesco.

## Vita
Figlio di un farmacista, studiò farmacia a Heide e Zwickau e quindi dal 1864 farmacia e chimica presso l'Università di Kiel, dove superò l'esame di stato in farmacia nel 1865 e ottenne il dottorato nel 1868. Nel 1869 diventò libero docente all'Università di Kiel e nel 1889 fu nominato professore ordinario di chimica all'Università di Rostock, dove ricoprì la carica di rettore nel 1877/78. Morì di febbre tifoide.

## Contributi
Il suo principale campo di ricerca fu la chimica organica. Si occupò dell'analisi di idrocarburi ottenuti per distillazione fino a 200 ºC  dal catrame di carbone. Sviluppò nuovi metodi di separazione e purificazione e sintetizzò per la prima volta vari omologhi e isomeri di composti contenuti nel catrame di carbone. Nel 1886 scoprì la reazione di Jacobsen, un riarrangiamento di composti aromatici alchilici e alogenati sotto l'azione dell'acido solforico concentrato. Fece anche ricerche sui derivati degli acidi solfonici e del fenolo.
Viene inoltre considerato il primo oceanografo chimico tedesco. Nel 1871 e 1872, durante due spedizioni oceanografiche con l'avviso Pommerania analizzò i sali e i gas atmosferici disciolti nell'acqua marina del mar Baltico e del mare del Nord. A tale scopo sviluppò metodi analitici utilizzabili su battelli e particolari contenitori per il campionamento delle acque.